# Thông Nông
Thông Nông là một xã thuộc tỉnh Cao Bằng, Việt Nam.

## Địa lý
Thị trấn Thông Nông nằm ở phía tây nam huyện Hà Quảng, có vị trí địa lý:
- Phía đông giáp xã Đa Thông và xã Lương Can
- Phía tây giáp xã Đa Thông và xã Ngọc Động
- Phía nam giáp xã Lương Can và xã Ngọc Động
- Phía bắc giáp xã Đa Thông.

Thị trấn Thông Nông có diện tích 10,38 km², dân số năm 2019 là 3.238 người, mật độ dân số đạt 312 người/km².
Thị trấn có tỉnh lộ 204 chạy qua ở phía đông và bắc. Trên địa bàn thị trấn có đồi Mạ Cái và đồi Ràng Mu cùng suối Dẻ Rào.

## Hành chính
Thị trấn Thông Nông được chia thành 6 tổ dân phố: 1, 2, 3, 4, 5, 6.

## Lịch sử
Ngày 11 tháng 8 năm 1999, Chính phủ ban hành Nghị định 69/1999/NĐ-CP về việc thành lập thị trấn Thông Nông là huyện lỵ huyện Thông Nông cũ trên cơ sở 935 ha diện tích tự nhiên và 2.113 người của xã Đa Thông.
Đến năm 2019, thị trấn Thông Nông được chia thành 3 tổ dân phố: Háng Tháng, Liên Cơ, Đoàn Kết và 7 xóm: Bản Viềng, Cốc Ca, Lũng Vịt, Lũng Quang, Nà Rằng, Lũng Pảng, Pác Ca.
Ngày 9 tháng 9 năm 2019, Hội đồng Nhân dân tỉnh Cao Bằng ban hành Nghị quyết số 27/NQ-HĐND về việc:
- Đổi tên tổ dân phố Háng Tháng thành tổ dân phố 1
- Sáp nhập tổ dân phố Liên Cơ và xóm Bản Viềng thành tổ dân phố 2
- Đổi tên tổ dân phố Đoàn Kết thành tổ dân phố 3
- Chuyển xóm Nà Rằng thành tổ dân phố 4
- Chuyển xóm Cốc Ca thành tổ dân phố 5
- Sáp nhập bốn xóm Lũng Quang, Pác Ca, Lũng Pảng, Lũng Vịt thành tổ dân phố 6.

Ngày 1 tháng 2 năm 2020, huyện Thông Nông sáp nhập trở lại huyện Hà Quảng, thị trấn Thông Nông thuộc huyện Hà Quảng nhưng không còn là thị trấn huyện lỵ, huyện lỵ huyện Hà Quảng vẫn đặt tại thị trấn Xuân Hòa.

## Kinh tế
Cơ cấu kinh tế chủ yếu là nông nghiệp và buôn bán nhỏ. Tiềm năng của thị trấn là phát triển cây công nghiệp chè dây và thuốc lá sợi.